# Пътят към робството
„Пътят към робството“ (на английски: The Road to Serfdom) е книга на австрийския икономист Фридрих Хайек, публикувана за пръв път през 1944 година. Тя е посветена на „социалистите от всички партии“. Основната теза на Хайек е, че целите и методите на социализма и икономическото планиране закономерно водят до тоталитаризъм, тъй като централното планиране не може да бъде ограничено до икономиката и в крайна сметка трябва да обхване и обществения и личния живот. Според него страни като Съветския съюз и Нацистка Германия вече са минали по „пътя към робството“, а и много демократични страни са поведени по същия път.
Хайек разглежда индивидуализма, колективизма и икономическия контрол. Книгата изследва връзката между индивидуалната свобода и държавната власт и достига до извода, че правителственият контрол в икономиката води до катастрофални резултати, тъй като получаването на необходимата информация за ефективно планиране е невъзможно (вижте разпръснато знание).